# Szlomo Gilbert
Szlomo Gilbert (ur. 1885 w Radzyminie, zm. 1942 w Treblince) – polsko-żydowski pisarz tworzący w języku jidysz, ofiara Holocaustu.

## Życiorys
Nauki pobierał w bet midraszach. W 1907 roku zadebiutował na łamach prasy wydawanej w jidysz. Tworzył krótkie formy prozatorskie i dramaty. Tematyka jego utworów zazwyczaj obracała się wokół życia żydowskiego lumpenproletariatu.
W czasie niemieckiej okupacji przebywał w getcie warszawskim. Mieszkał przy ul. Nowolipie 58. Utrzymywał się dzięki wsparciu Żydowskiej Samopomocy Społecznej. Kontynuował działalność pisarską, nie zachował się jednak żaden z jego rękopisów z tego okresu. W getcie współpracował z Żydowską Organizacją Kulturalną (YIKOR). Latem 1942 roku, podczas „Wielkiej Akcji”, został wywieziony do obozu zagłady w Treblince.

## Wybrane utwory
- Nowelen (1922)
- Maszijachs trit (1924)
- Der Keller (1925)

Jego dzieła zebrane zostały wydane w 1954 roku.